# Burgos (Södra Ilocos)
Burgos (Bayan ng Burgos) är en kommun i Filippinerna. Kommunen ligger på ön Luzon, och tillhör provinsen Södra Ilocos. Folkmängden uppgår till 11 175 invånare.

## Barangayer
Burgos är indelat i 26 barangayer.
| - Ambugat - Balugang - Bangbangar - Bessang - Cabcaburao - Cadacad - Callitong - Dayanki - Lesseb - Lubing - Lucaban - Luna - Macaoayan | - Mambug - Manaboc - Mapanit - Poblacion Sur (Masingit) - Nagpanaoan - Dirdirig (Dirdirig-Paday) - Paduros - Patac - Poblacion Norte (Bato) - Sabangan Pinggan - Subadi Norte - Subadi Sur - Taliao |